# Museum Ludwig
|  | Dieser Artikel wurde auf der Qualitätssicherungsseite des Projekts Bildende Kunst eingetragen. Die Mitarbeiter der QS-Bildende Kunst arbeiten daran, die Qualität der Artikel aus dem Themengebiet Kunst auf ein besseres Niveau zu bringen. Bitte hilf mit, die Mängel dieses Artikels zu beheben und beteilige Dich an der Diskussion. |

Das Museum Ludwig ist ein Museum der Stadt Köln für die Kunst des 20. und 21. Jahrhunderts und zählt heute zu den bedeutendsten Kunstmuseen Europas. Das unmittelbar südöstlich des Kölner Doms und des Hauptbahnhofs auf der Domplatte gelegene Museum beherbergt neben der größten Pop-Art-Sammlung Europas die drittgrößte Picasso-Sammlung der Welt, eine der wichtigsten Sammlungen zum deutschen Expressionismus, Schlüsselwerke der russischen Avantgarde und eine Sammlung zur Geschichte der Fotografie mit ca. 70.000 Werken. Das Museum verfügt über eine Ausstellungsfläche von annähernd 9.000 m². Im selben Gebäude befinden sich zudem die Kölner Philharmonie, die Kunst- und Museumsbibliothek der Stadt Köln und das Filmforum NRW.

## Geschichte
Ausgangspunkt für ein Kölner Museum der Gegenwartskunst war die Expressionismus-Sammlung des Kölner Bürgers Josef Haubrich. Diese wurde in das Wallraf-Richartz-Museum integriert und mit der Zeit um weitere Werke der Kunst des 20. Jahrhunderts erweitert. Als das Sammler-Ehepaar Peter und Irene Ludwig der Stadt Köln rund 350 Werke überwiegend der Pop-Art schenkte, kam es 1976 zur Gründung des Museum Ludwig. Dieses blieb weiterhin in den alten Räumen, in denen heute das Museum für Angewandte Kunst untergebracht ist. Weitere Schenkungen des Ehepaares Ludwig betrafen eine umfangreiche Sammlung von Werken der Russischen Avantgarde und schließlich mehrere hundert Werke von Pablo Picasso, die ursprünglich als Dauerleihgaben zur Verfügung gestellt wurden.
Die Stifter dieser Museumsbestände, das Sammler-Ehepaar Ludwig, nahmen nachhaltig Einfluss auf die weitere Entwicklung „ihres“ Museums. Unter anderem durch ihr Engagement wurde ein Neubau für das Wallraf-Richartz Museum, das Museum Ludwig und die fotografische Sammlung, das Agfa-Photo-Historama, errichtet, der auch einen neuen Konzertsaal beinhalten sollte.
Am 6. September 1986 wurde der von den Kölner Architekten Busmann + Haberer entworfene Neubau eröffnet, nachdem zuvor Lichtführung und Materialien an einem eigens dafür errichteten Testbau entwickelt und erprobt worden waren, die so genannte Simultanhalle. Die Simultanhalle ist seit 1983 selbst Ausstellungsraum für zeitgenössische Kunst. Seitdem hat sich die Simultanhalle zu einer wichtigen Institution des kulturellen Lebens der Stadt Köln entwickelt.
Angesichts der in Aussicht gestellten Schenkung der umfangreichen Picasso-Sammlung von Irene Ludwig entschloss sich die Stadt, das Museumsgebäude ausschließlich der Kunst des 20. und 21. Jahrhunderts zu widmen. Der Neubau für das Wallraf-Richartz-Museum wurde 2001 fertiggestellt, sodass dieses nun über ein eigenes Haus verfügt.
An der Architektur des Bauwerks wurde wenig verändert. Lediglich die Eingangsbereiche und das Foyer wurden 2004/2005 umgestaltet.
Vom 18. bis 20. Juni 1999 fand das 25. Gipfeltreffen der Regierungschefs der Gruppe der Acht (G8-Gipfel) im Museum Ludwig statt. Im selben Jahr malte Steve Keene öffentlich im Museum.
Im Dezember 2008 erhielt das Museum die Schenkung des Kölner Sammlers Ulrich Reininghaus (1931–2024) mit allen Editionen von Sigmar Polke. Damit besitzt das Museum die größte Sammlung der Editionen europaweit. 2010 konnte das Museum mit Hilfe der Kulturstiftung der Länder und des Ministerpräsidenten von Nordrhein-Westfalen das Gemälde Braune Figuren im Café des Expressionisten Ernst Ludwig Kirchner (entstanden 1928/1929) erwerben. Dieses ergänzt somit die Kirchner-Sammlung aus der Berliner und frühen Davoser Zeit des Malers (etwa Fünf Frauen auf der Straße, 1913, oder Eine Künstlergemeinschaft, 1925 bis 1926).
Anfang 2018 kündigte Yilmaz Dziewior eine wissenschaftliche Neubewertung der amerikanischen Bestände des Museums Ludwig an, das „vor allem Kunst von weißen, heterosexuellen, männlichen Amerikanern“ besitze. Dabei geht es um eine Neubewertung der Sammlungsinhalte und -geschichte in Bezug auf Aspekte der Postcolonial, Gender und Queer Studies. Dazu sagte Dziewior: „Es geht nicht um eine neue Geschichte, sondern eine parallele Erzählung.“ Dabei soll auch der kunstgeschichtliche Wertekanon hinterfragt werden, um die Hierarchien zwischen Kulturen offenzulegen. Außerdem ist eine Fortschreibung der Sammlungsgeschichte mit Blick auf Kunst aus Südamerika, Afrika und Asien sowie die Stärkung weiblicher Positionen geplant.

## Leitung
Seit Februar 2015 leitet der promovierte Kunsthistoriker Yilmaz Dziewior das Museum Ludwig, nachdem er im Mai 2014 zum neuen Direktor berufen wurde. Stellvertreterin von Yilmaz Dziewior ist seit September 2016 die Kunsthistorikerin Rita Kersting, vormals Leiterin für Zeitgenössische Kunst am Israel-Museum in Jerusalem.
Von November 2012 bis Februar 2014 war Philipp Kaiser Direktor des Museum Ludwig. Am 4. Dezember 2013 gab Kaiser bekannt, dass er im Februar 2014 sein Amt aufgrund seiner privaten familiären Situation aufgeben werde. Anschließend übernahm ab März 2014 die damalige stellvertretende Direktorin des Museums, Katia Baudin, kommissarisch die Leitung.
In den Jahren 2002 bis 2012 leitete Kasper König das Museum Ludwig, der vorher die Staatliche Hochschule für Bildende Künste – Städelschule in Frankfurt am Main als Rektor leitete und bedeutende Ausstellungen wie Westkunst und die Skulptur.Projekte in Münster auf den Weg brachte.
Weitere Direktoren des Museum Ludwig waren: Jochen Poetter (1997–2000), Marc Scheps (1991–1997), Siegfried Gohr (1984–1991) und Karl Ruhrberg (1978–1984).

## Sammlungen
Die Sammlung des Museums Ludwig umfasst einen hochrangigen Querschnitt von der Klassischen Moderne bis zur aktuellen Kunstproduktion. Schwerpunkte bilden die umfangreichste Sammlung amerikanischer Pop Art Europas (u. a. Schlüsselwerke von Robert Indiana, Jasper Johns, Andy Warhol, Roy Lichtenstein, Claes Oldenburg, Robert Rauschenberg und James Rosenquist), eine der weltweit umfangreichsten Sammlungen von Werken der Russischen Avantgarde der Jahre 1905–1935, die Malerei des deutschen Expressionismus und der Neuen Sachlichkeit (die „Sammlung Haubrich“) sowie die weltweit drittgrößte Kollektion mit Arbeiten von Pablo Picasso aus allen Schaffensphasen.
Neben diesen Schwerpunkten bietet die Sammlung des Museum Ludwig einen Überblick über die wichtigsten Kunstströmungen und Medien des 20. Jahrhunderts. Sie umfasst Werke des abstrakten Expressionismus von Mark Rothko, Frank Stella und Jackson Pollock, Arbeiten von Minimal- und Konzeptkünstlern wie Carl Andre, Eva Hesse, Donald Judd, europäische Tendenzen der 1950er- und 1960er-Jahre wie von Jean Dubuffet, Lucio Fontana, Hans Hartung, Pierre Soulages, Wols sowie Film- und Videokunst, Installationen und performative Arbeiten der letzten Jahrzehnte. Auch die Kunstgeschichte des Rheinlands ist mit kapitalen Werken von Joseph Beuys, Martin Kippenberger, Gerhard Richter, Sigmar Polke, Rosemarie Trockel vertreten. Zudem sind mit Künstlern wie Max Beckmann, Salvador Dalí, Marcel Duchamp und Max Ernst auch zahlreiche Werke aus den Kunstströmungen Dada und Surrealismus Teil der Sammlung.
Das Museum Ludwig beherbergt mit rund 70.000 Werken eine umfangreiche Sammlung zur Fotografie von den Anfängen bis in die Gegenwart. Dazu zählen frühe Daguerreotypien, bedeutende künstlerische Fotografien vom 19. bis ins 21. Jahrhundert, Alben und Mappenwerke, aber auch umfangreiche Materialien zur Kulturgeschichte des Mediums.
Weniger bekannt, aber dennoch für das Profil des Museum Ludwig wichtig, sind die Arbeiten von Künstlerinnen und Künstlern aus Afrika, Asien und Lateinamerika wie Georges Adéagbo, Xu Bing, Teresa Burga, Cai Guo-Qiang, Kcho, Bodys Isek Kingelez und Haegue Yang. Diese globale Ausrichtung der Sammlung wird laut Aussage des Museum Ludwig in Zukunft noch mehr an Bedeutung gewinnen.
Der Bereich zeitgenössische Kunst erstreckt sich bis in die Gegenwart und wurde zuletzt durch Werke von Trisha Donnelly, Anne Imhof, Avery Singer, Heimo Zobernig erweitert. Trotz des geringen Ankaufetats (Stand 2017) erwirbt das Museum regelmäßig zeitgenössische Kunstwerke.
Im Jahr 2021 kommen siebzehn Werke zeitgenössischer Kunst durch eine Schenkung von Kunsthistorikerin Annelie Pohlen hinzu. Das Konvolut stammt vor allem aus den 1990er Jahren. Es umfasst damals schon etablierte malerische Positionen wie die von Ida Applebroog, Erik Bulatov, Miriam Cahn, Ilya Kabakov, Christa Näher, Sigmar Polke und Gerhard Richter sowie konzeptionelle (fotografische) Positionen zweier Generationen: Alighiero Boetti, Matti Braun, Jochen Lempert, Annette Messager, Jürgen Stollhans, Wolfgang Tillmans und Lois Weinberger. Mehrfach im Jahr werden Ausstellungen mit überregionaler Resonanz zu wichtigen kunsthistorischen Themen und Künstlern (insbesondere der Gegenwart) ausgerichtet.

Expressionismus und Neue Sachlichkeit – Die Sammlung Haubrich
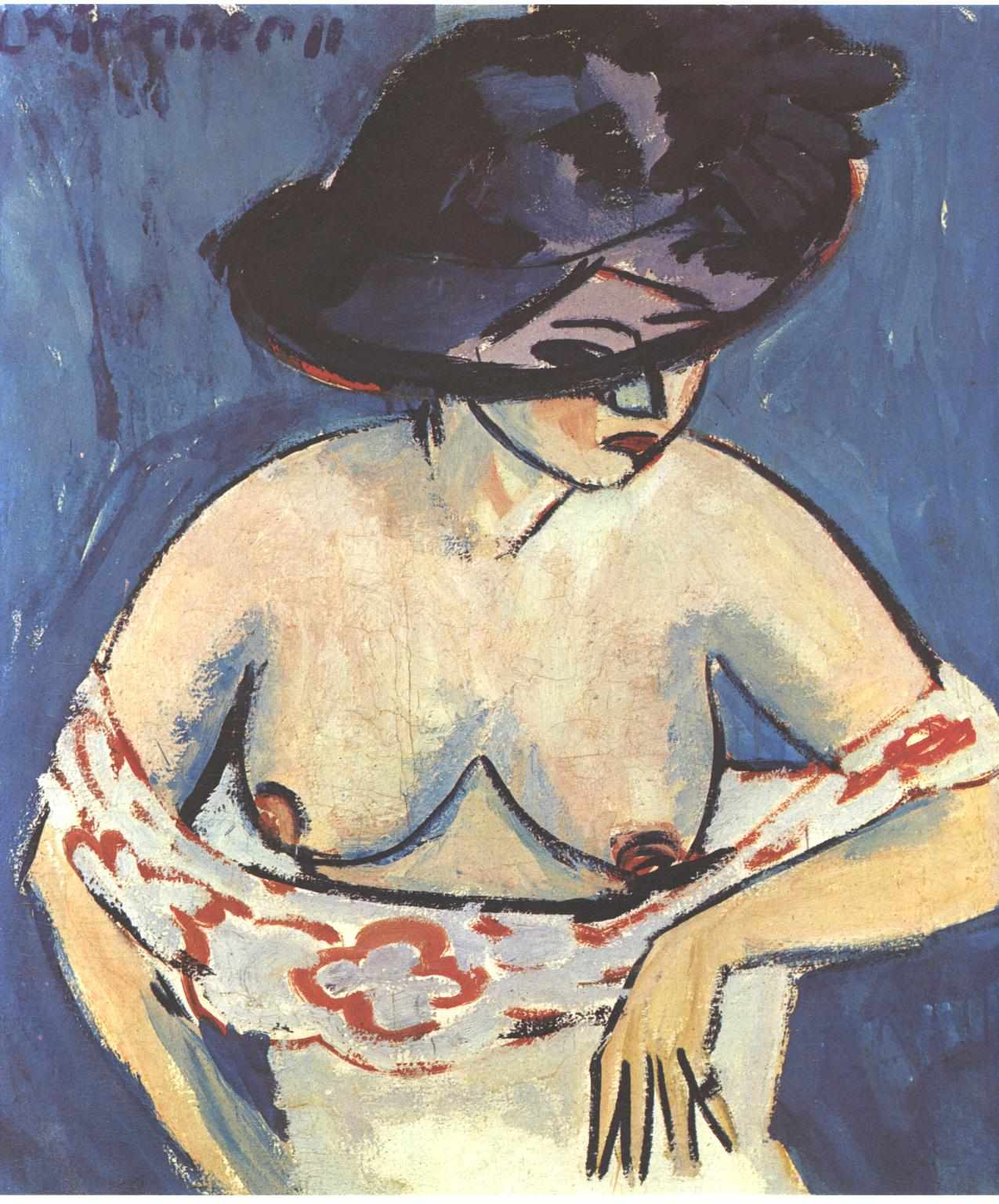
Ernst Ludwig Kirchner, Weiblicher Halbakt mit Hut (1911)
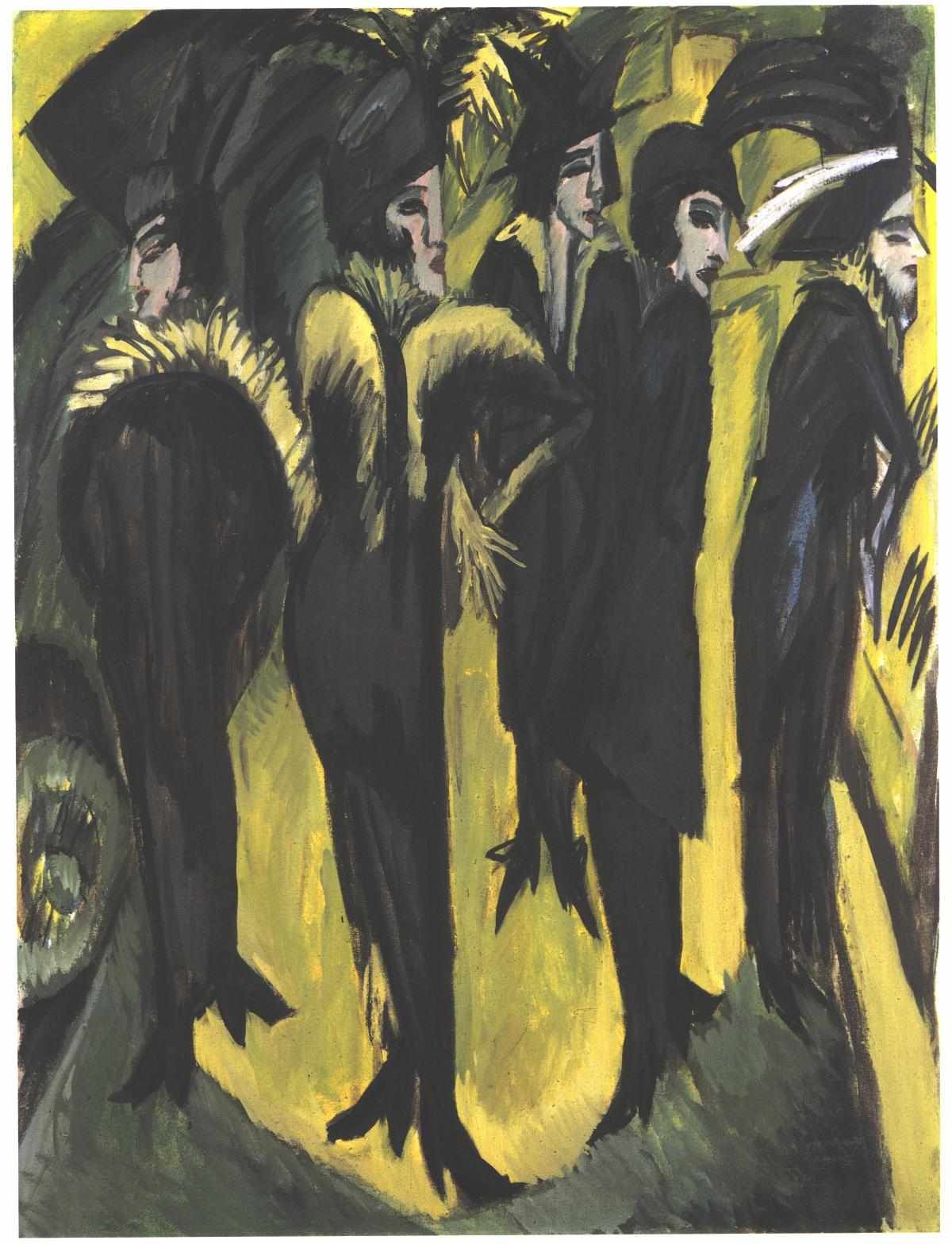
Ernst Ludwig Kirchner, Fünf Frauen auf der Straße (1913)
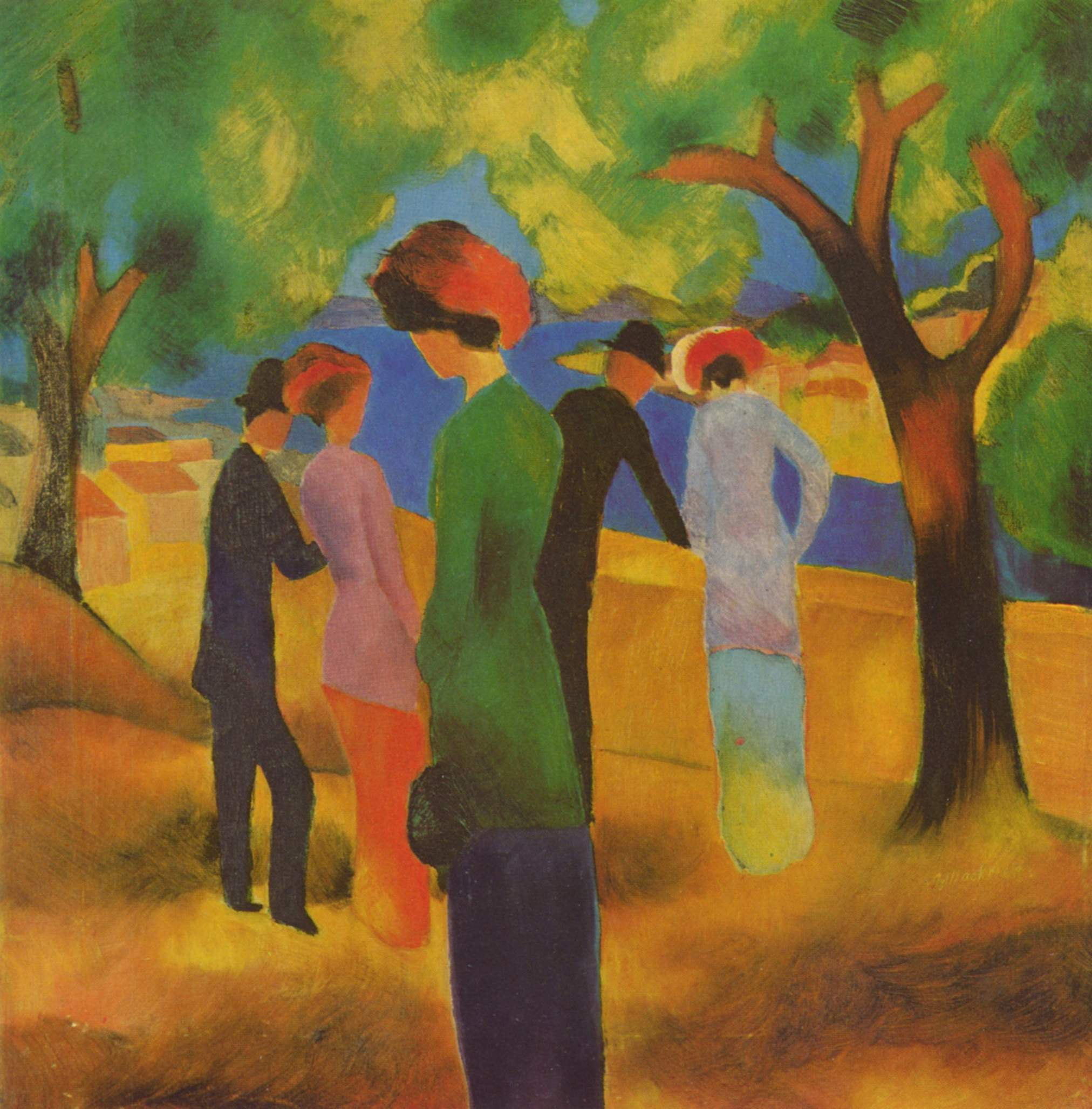
August Macke, Dame in grüner Jacke (1913)
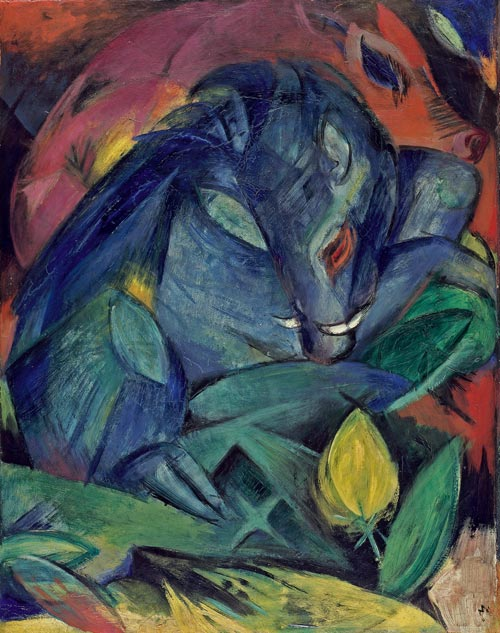
Franz Marc, Wildschweine (1913)
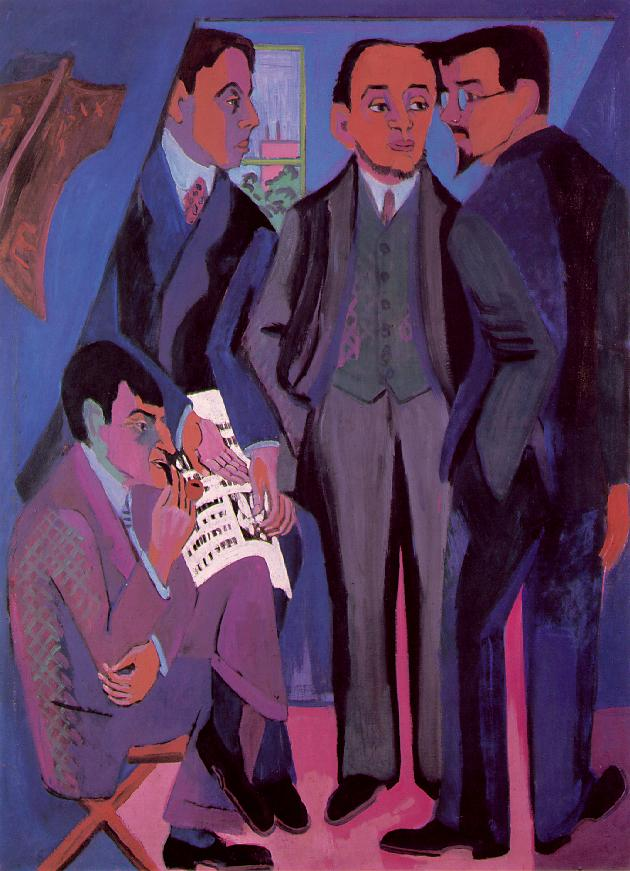
Ernst Ludwig Kirchner, Eine Künstlergemeinschaft (1926)
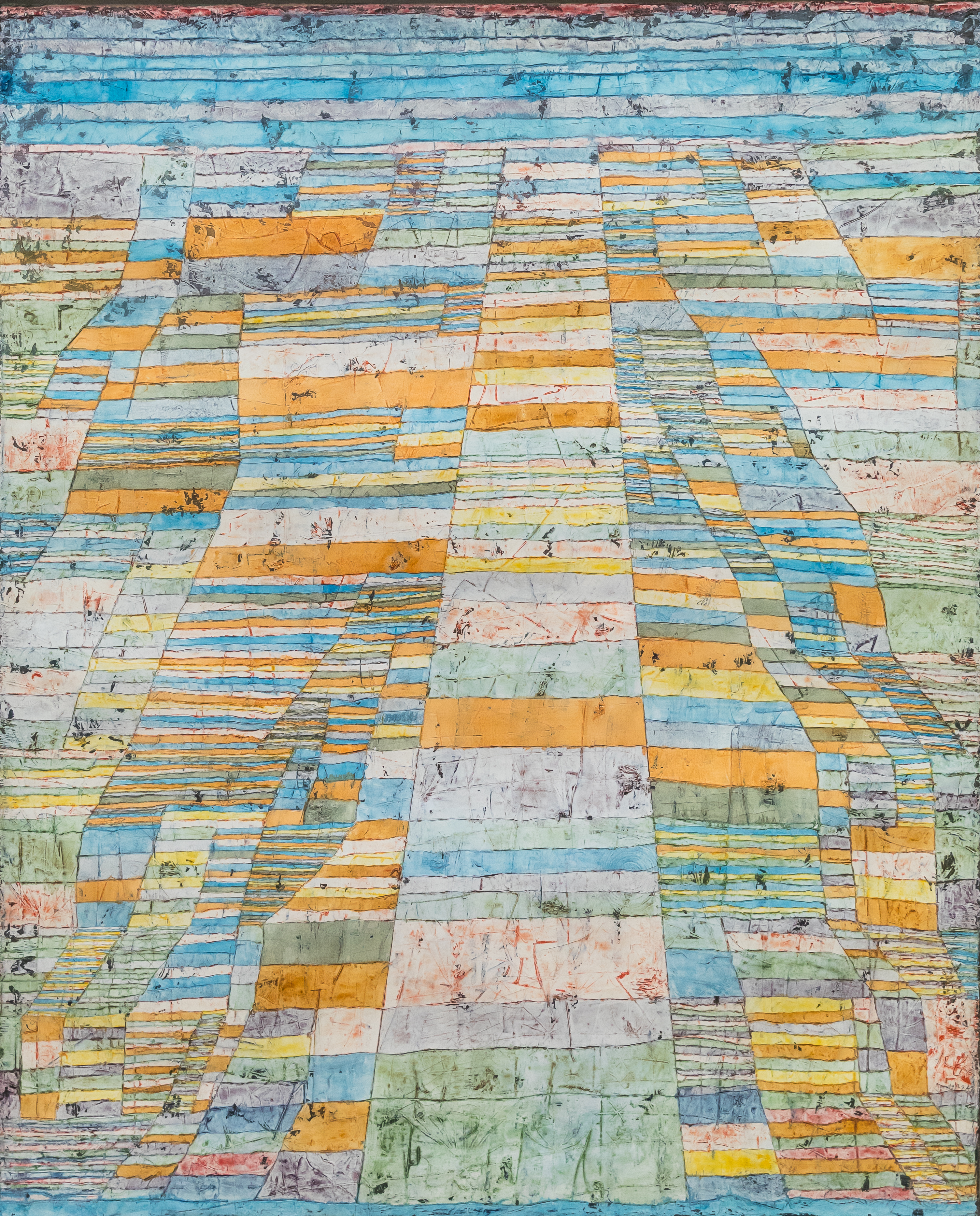
Paul Klee, Hauptweg und Nebenwege (1929)
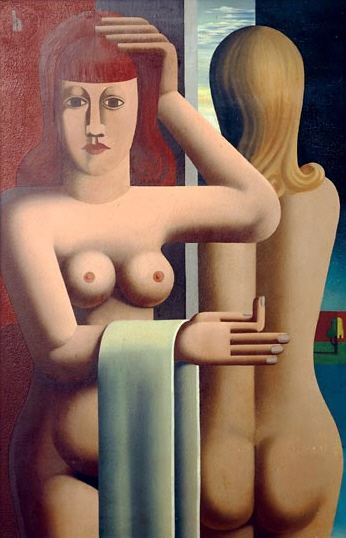
Heinrich Hoerle, Zwei Frauen (1930)
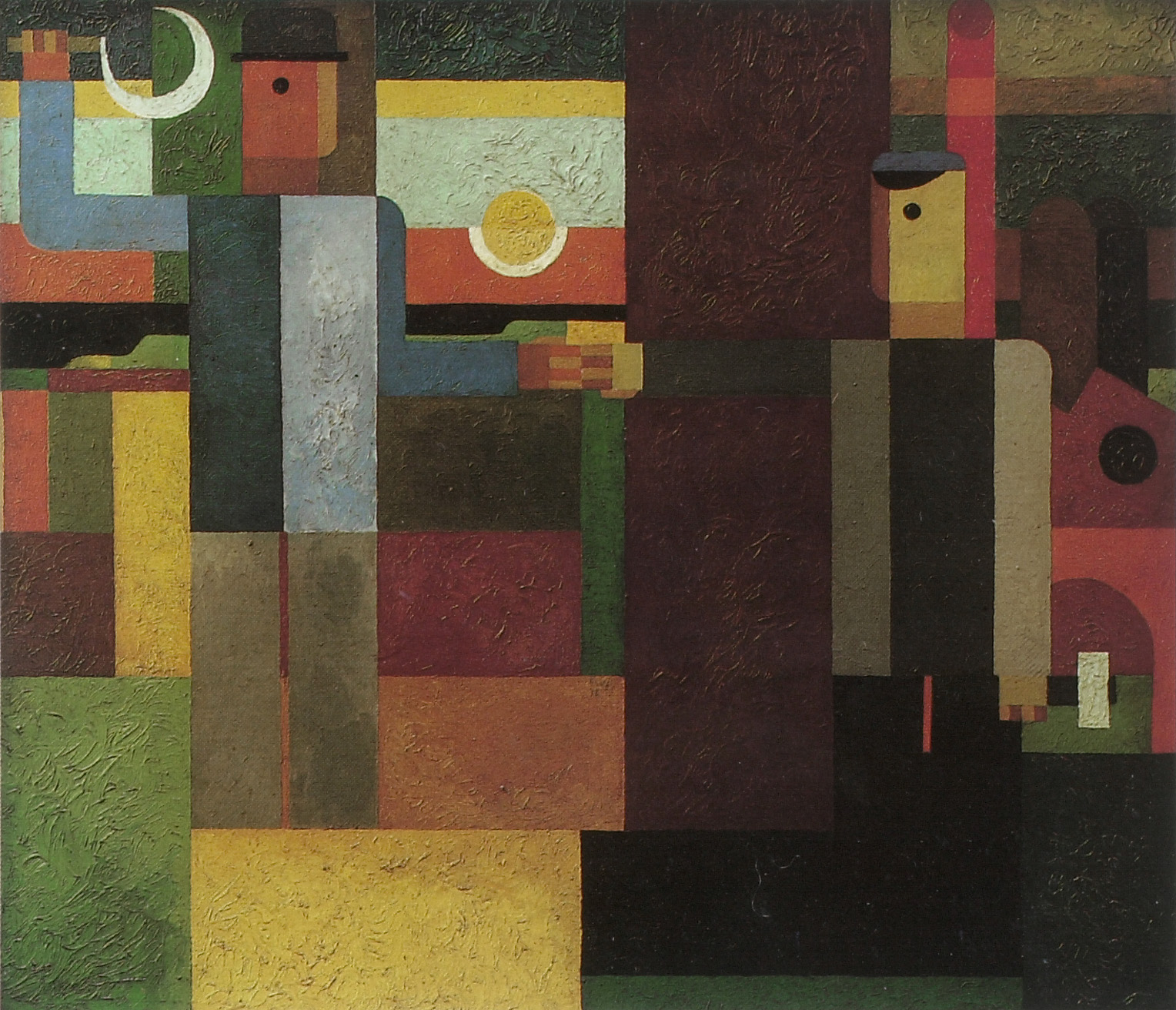
Franz Wilhelm Seiwert, Stadt und Land (1932)

Russische Avantgarde
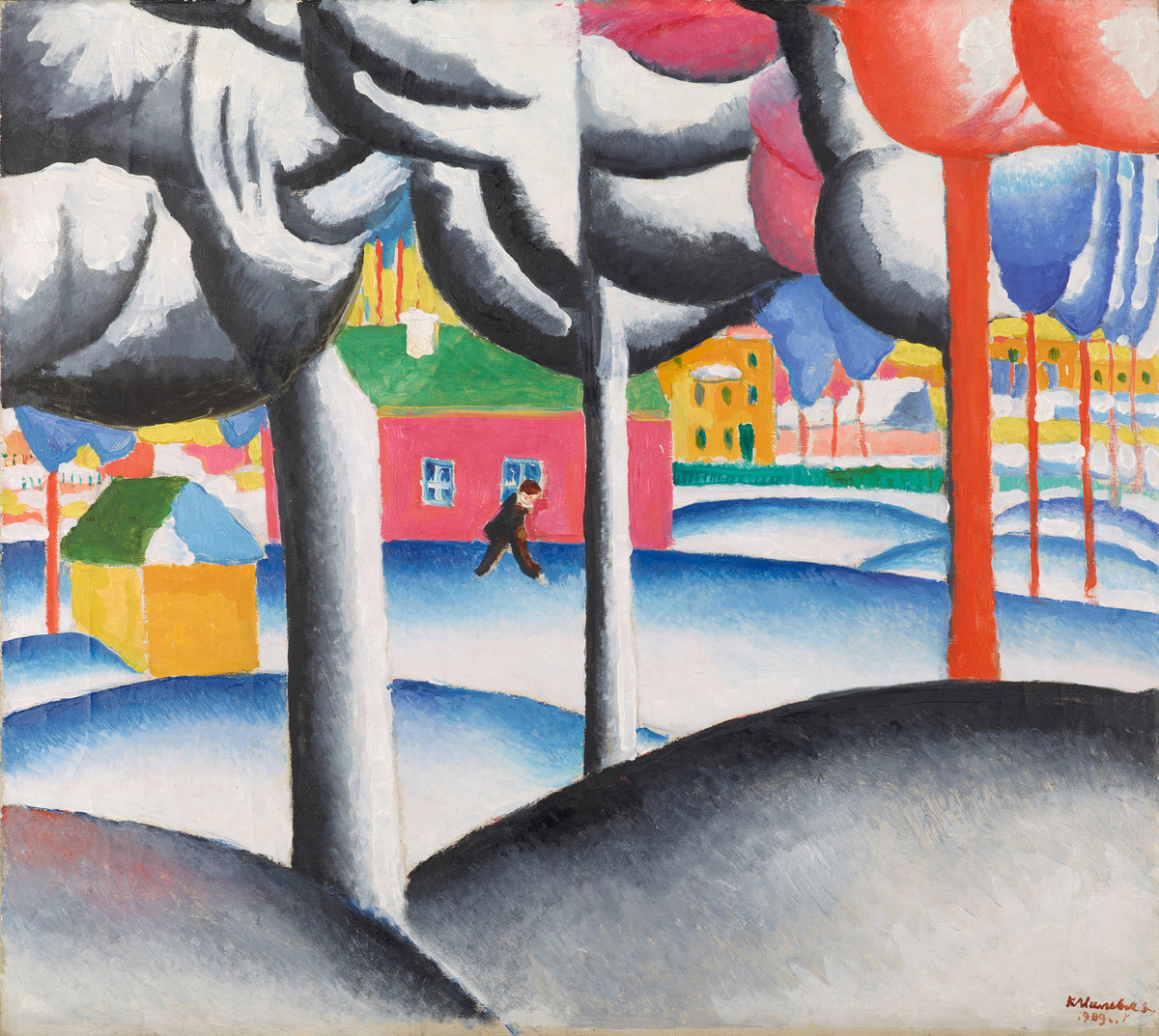
Kasimir Sewerinowitsch Malewitsch, Der Winter (1909)
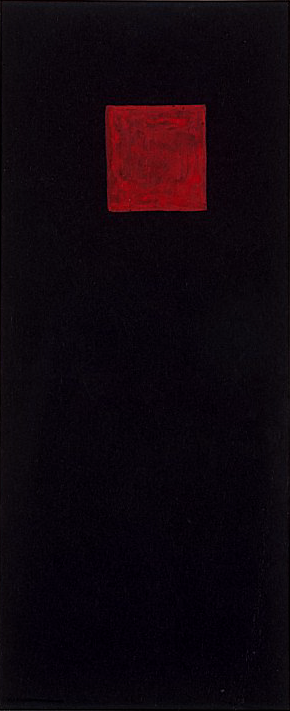
Kasimir Sewerinowitsch Malewitsch, Rotes Quadrat auf Schwarz (1922)
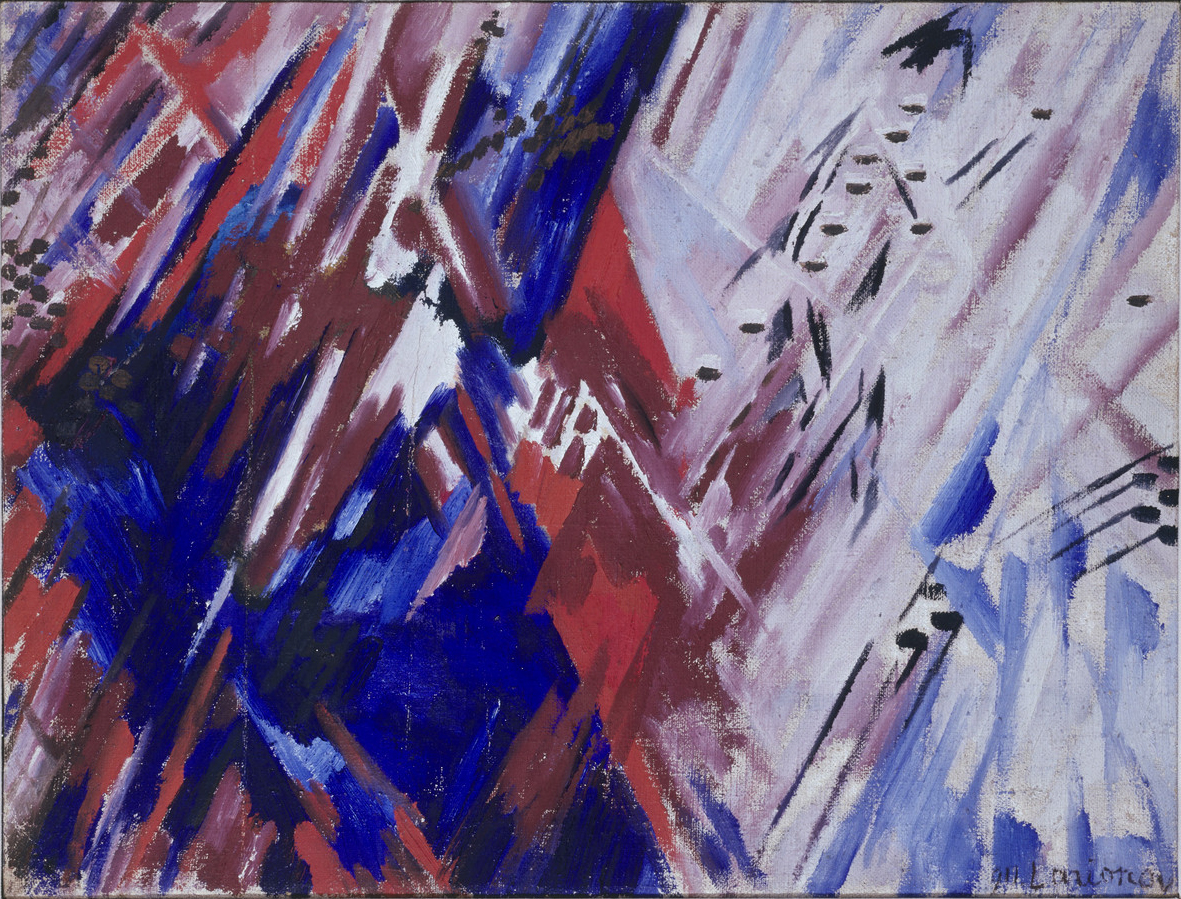
Michail Larionow, Rayonismus Rot und Blau (1911)

## Sonderausstellungen

### Ab 6/2009
- Russische Avantgarde (Projektreihe), 26. Juni 2009 – 20. Februar 2011:
  - Teil 1 (Mai 2009 – Dezember 2009) Eine Ohrfeige dem öffentlichen Geschmack. Der Kubofuturismus und der Aufbruch der Moderne in Russland.
  - Teil 2 (5. Februar 2010 – 20. Februar 2011) Kasimir Malewitsch und der Suprematismus in der Sammlung Ludwig
- Maria Lassnig: Im Möglichkeitsspiegel. Aquarelle und Zeichnungen von 1947 bis heute, Sommer 2009
- Lucy McKenzie, Sommer 2009
- Erik van Lieshout: Im Netz, Sommer 2009 (im Rahmen der „Edition Bewegte Bilder“; eine Kooperation mit der Sammlung Rheingold)
- Jonathan Horowitz: Apocalypto Now, Sommer 2009 (im Rahmen der „Edition Bewegte Bilder“; eine Kooperation mit der Sammlung Rheingold)
- Christopher Wool: Porto-Köln, April – Juli 2009
- Sigmar Polke: Die Editionen, Juli – September 2009
- Isa Genzken: Sesam, öffne Dich! Open, Sesame!, August – November 2009
- Kutluğ Ataman: Videogruppenporträts Küba (2004) und Paradise (2007), September 2009 – 17. Januar 2010
- Angelika Hoerle: Komet der Kölner Avantgarde, September 2009 – 17. Januar 2010
- Leni Hoffmann: leni hoffmann. RGB, September 2009 – 28. März 2010
- Harun Farocki, Oktober 2009 – 7. März 2010
- Politische Bilder. Die Sammlung Daniela Mrázkowá. Sowjetische Fotografien 1918–1941, 23. Oktober 2009 – 31. Januar 2010
- Franz West, 12. Dezember 2009 – 14. März 2010 (erste Retrospektive des Künstlers in Europa)
- Ausstellungsreihe Gesehen & geliebt, 20. April – 7. November 2010: # 1: Weitreichende Freundschaften: East 9th Street, Manhattan, 1982–1985 Curtis Anderson, Ricky Clifton, Kurt Hoffman präsentiert von Rosemarie Trockel, 20. Juni bis 16. Mai 2010; # 2 Pots & Paper (Kölner Privatsammlung), 1. – 30. Juni 2010; # 4 Besser leben mit...Aus jungen Sammlungen, 31. August bis 26. September 2010; # 5 Privatsammlung Kasper König, 11. Oktober bis 7. November 2010
- Wade Guyton, 23. April – 22. August 2010
- Jochen Lempert, 23. April – 13. Juni 2010
- Bilder in Bewegung. Künstler & Video/Film, 29. Mai – 31. Oktober 2010
- Fotografien des 19. Jahrhunderts aus Japan und China. Meisterwerke aus der Fotografischen Sammlung. Die neue Galerie für die Fotografie, 11. Juni 2010 – 9. Januar 2011
- Roy Lichtenstein. Kunst als Motiv, 2. Juli – 3. Oktober 2010 (von Januar bis Mai 2010 in Mailand in der Triennale di Milano unter dem Titel Roy Lichtenstein: Meditations on Art)
- A. R. Penck: Vergangenheit-Gegenwart-Zukunft, 17. August 2010 – 20. März 2011.
- Remembering forward, 20. November 2010 – 20. März 2011
- Art Spiegelman. Co-Mix. Eine Retrospektive von Comics, Zeichnungen und übrigem Gekritzel, 22. September 2012 – 6. Januar 2013.
- David Hockney. A Bigger Picture, 27. Oktober 2012 – 3. Februar 2013
- Andreas Fischer. Maschinen. Your Time Is My Rolex, 1. Dezember 2012 – 17. März 2013
- Saul Steinberg: The Americans, 23. März – 23. Juni 2013
- Phil Collins, 18. April – 21. Juli 2013
- Wolfgang-Hahn-Preis 2013: Andrea Fraser, 21. April – 21. Juli 2013
- Kathryn Andrews. Special Meat Occasional Drink, 25. Mai – 25. August 2013
- Jo Baer, 25. Mai – 25. August 2013
- Louise Lawler. Adjusted, 11. Oktober 2013 – 26. Januar 2014
- Not yet titled. Neu und für immer im Museum Ludwig, 11. Oktober 2013 – 26. Januar 2014
- Oscar Tuazon. Alone in an empty room, 15. Februar – 13. Juli 2014 (KuratorInnen Philipp Kaiser und Anna Brohm).
- Pierre Huyghe, 11. April – 13. Juli 2014 (Kuratorin Katia Baudin)
- Wolfgang-Hahn-Preis 2014: Kerry James Marshall
- Unbeugsam und ungebändigt. Dokumentarische Fotografie um 1979, 28. Juni – 5. Oktober 2014 (Kuratorin Barbara Engelbach)
- Das Museum der Fotografie: Eine Revision, 28. Juni – 16. November 2014 (Kuratorin Miriam Halwani)
- Andrea Büttner. 2, 5. September 2014 – 15. März 2015 (Kuratorin Julia Friedrich)
- LUDWIG GOES POP, 2. Oktober 2014 – 11. Januar 2015 (KuratorInnen Stephan Diederich und Luise Pilz)[17]
- Ken Okiishi. Screen Presence, 21. Oktober 2014 – 1. Februar 2015 (Kuratorin Stephanie Seidel)
- Alibis: Sigmar Polke. Retrospektive, 14. März – 5. Juli 2015 (Kuratorin Barbara Engelbach)
- Wolfgang-Hahn-Preis 2015: Michael Krebber und R. H. Quaytman, 15. April – 30. August 2015
- Bernard Schultze. Zum 100. Geburtstag, 30. Mai – 22. November 2015 (Kurator Stephan Diederich)
- Danh Võ Ydob eht ni mraw si ti, 1. August – 25. Oktober 2015 (Kurator Yilmaz Dziewior)
- Joan Mitchell. Retrospective. Her Life and Paintings, 14. November 2015 – 21. Februar 2016 (Kurator Yilmaz Dziewior)
- Innerhalb der Ausstellungsreihe HIER UND JETZT im Museum Ludwig: Heimo Zobernig, 20. Februar bis 22. Mai 2016 (Kurator Yilmaz Dziewior).
- Fernand Léger. Malerei im Raum, 9. April bis 3. Juli 2016 (Kuratorin Katia Baudin)
- Wolfgang-Hahn-Preis 2016: Huang Yong Ping, 13. April bis 28. August 2016
- Wir nennen es Ludwig. Das Museum wird 40!, 27. August 2016 – 8. Januar 2017 (KuratorInnen: Yilmaz Dziewior, Barbara Engelbach, Stephan Diederich, Miriam Halwani, Julia Friedrich, Leonie Radine, Anna Czerlitzki)
- Master of Beauty. Karl Schenkers mondäne Bildwelten, 10. September 2016 – 8. Januar 2017 (Kuratorin Miriam Halwani)
- HIER UND JETZT im Museum Ludwig: Hausbesuch, 5. – 27. November 2016 (Kuratorin Leonie Radine)
- Gerhard Richter. Neue Bilder, 9. Februar – 2. Mai 2017 (Kuratorin Rita Kersting)
- Otto Freundlich. Kosmischer Kommunismus, 18. Februar – 14. Mai 2017 (Kuratorin Julia Friedrich)
- Henri Cartier-Bresson und Heinz Held. Menschen mit Bildern, 24. März – 20. August 2017 (Kuratorin Miriam Halwani)
- Trisha Donnelly: Wolfgang-Hahn-Preis 2017, 25. April – 30. Juli 2017
- HIER UND JETZT im Museum Ludwig (3): Reena Spaulings. HER AND NO, 3. Juni – 27. August 2017 (Kuratorin Anna Czerlitzki)
- Kunst ins Leben! Der Sammler Wolfgang Hahn und die 60er Jahre, 24. Juni – 24. September 2017 (Kuratorin Barbara Engelbach)
- Die humane Kamera. Heinrich Böll und die Fotografie, 1. September 2017 – 7. Januar 2018 (Kuratorin Miriam Halwani).
- Werner Mantz. Architekturen und Menschen, 14. Oktober 2017 – 21. Januar 2018 (Kuratorin Miriam Halwani), in Kooperation mit dem Nederlands Fotomuseum, Rotterdam
- James Rosenquist. Painting as Immersion oder das Eintauchen ins Bild, 18. November 2017 – 4. März 2018 (Kuratoren Stephan Diederich und Yilmaz Dziewior)
- Hier und jetzt: Günter Peter Straschek. Emigration – Film – Politik, 3. März – 1. Juli 2018 (Kuratorin Julia Friedrich)
- Haegue Yang. ETA 1994–2018. Wolfgang-Hahn-Preis 2018, 18. April – 12. August 2018
- Doing the Document. Fotografien von Diane Arbus bis Piet Zwart. Die Schenkung Bartenbach, 31. August 2018 – 6. Januar 2019
- Gabriele Münter. Malen ohne Umschweife, 15. September 2018 – 13. Januar 2019 (mit der Städtischen Galerie im Lenbachhaus und Kunstbau München und der Gabriele Münter- und Johannes Eichner-Stiftung, München in Kooperation mit dem Louisiana Museum of Modern Art, Humblebæk)
- Alexander von Humboldt. Fotografie und sein Erbe, 13. Oktober 2018 – 27. Januar 2019, Kuratorin Miriam Halwani
- Hockney/Hamilton. Expanded Graphics. Neuerwerbungen und Arbeiten aus der Sammlung, mit zwei Filmen von James Scott, 19. Januar 2019 – 14. April 2019, Kuratorin Julia Friedrich
- Nil Yalter. Exile Is a Hard Job, 9. März – 2. Juni 2019, Kuratorin Rita Kersting
- Jac Leirner. Wolfgang-Hahn-Preis 2019, 10. April – 21. Juli 2019
- im Rahmen der Serie Artist Meets Archive: Fiona Tan. GAAF, 4. Mai – 11. August 2019
- im Fotoraum: Benjamin Katz. Berlin Havelhöhe, 1960/61, 7. Juni – 22. September 2019
- Familienbande. Die Schenkung Schröder, 13. Juli – 29. September 2019, Kuratorin Barbara Engelbach

### Seit 2020
- Lucia Moholy. Fotogeschichte schreiben, 12. Oktober 2019 – 2. Februar 2020, Kuratorin Miriam Szwast
- innerhalb der Projektreihe Hier und jetzt: Transcorporealities, 21. September 2019 – 19. Januar 2020, Kuratorin Leonie Radine
- innerhalb der Reihe Schultze Projects #2: Avery Singer, seit 11. Oktober 2019
- Wade Guyton. Zwei Dekaden MCMXCIX–MMXIX, 16. November 2019 – 1. März 2020, Kurator Yilmaz Dziewior.
- Blinky Palermo. Die gesamten Editionen. Schenkung Ulrich Reininghaus, 18. Januar – 3. Mai 2020, Kuratorin Julia Friedrich
- im Fotoraum: Stille Ruinen. F. A. Oppenheim fotografiert die Antike, 15. Februar – 14. Juni 2020, Kuratorin Miriam Szwast
- 2020/21: seit dem 20. August 2020 im Untergeschoss: John Dewey, Who? Neupräsentation der Sammlung für Gegenwartskunst, * Kuratorinnen Barbara Engelbach und Janice Mitchell
- Russische Avantgarde im Museum Ludwig – Original und Fälschung. Fragen, Untersuchungen, Erklärungen, 26. September 2020 – 2. Mai 2021, Kuratorinnen Rita Kersting und Petra Mandt
- Sisi privat. Die Fotoalben der Kaiserin. 24. Oktober 2020 – 4. Juli 2021, Kuratorin Miriam Szwast
- Andy Warhol Now, 12. Dezember 2020 – 13. Juni 2021, anschließend Art Gallery of Ontario in Toronto und Aspen Art Museum in Colorado, Kuratoren: Stephan Diederich und Yilmaz Dziewior, für die Tate Modern Gregor Muir, Director of Collection International Art und Fiontán Moran, Assistant Curator.
- 2021: im Fotoraum: Voiceover Felice Beato in Japan, 30. Juli 2021 – 21. November 2021
- Vor Ort: Fotogeschichten zur Migration, 19. Juni – 3. Oktober 2021 (eine Kooperation mit DOMID/Dokumentationszentrum und Museum über die Migration in Deutschland e. V.), Kuratorinnen: Ela Kaçel (Architekturhistorikerin und Gastkuratorin) und Barbara Engelbach (Museum Ludwig)
- 2021/22: John Dewey, Who? Neupräsentation der Sammlung für Gegenwartskunst; Kuratorinnen: Barbara Engelbach und Janice Mitchell
- 2021/22: Boaz Kaizman. Grünanlage, 3. September 2021 – 9. Januar 2022, Kuratorin: Barbara Engelbach
- 2021/22: Der geteilte Picasso. Der Künstler und sein Bild in der BRD und der DDR, 25. September 2021 – 30. Januar 2022, Kuratorin: Julia Friedrich
- 2021/22: innerhalb der Reihe Hier und jetzt: zusammen dafür und dagegen, 13. November 2021 – 13. Februar 2022, Kuratorin: Nana Tazuke
- 2021/22: Marcel Odenbach. Wolfgang-Hahn-Preis 2021, 17. November 2021 – 20. Februar 2022
- 2021/23: Schultze Projects #3 Minerva Cuevas, November 2021 bis November 2023, Kurator: Yilmaz Dziewior
- 2022: Sammlungspräsentation zum 90. Geburtstag von Gerhard Richter, 1. Februar – 1. Mai 2022
- 2022: Voiceover. Felice Beato in Japan, 19. Februar – 12. Juni 2022, Kuratorinnen: Miriam Szwast und Meike Deilmann
- 2022: Isamu Noguchi, 26. März – 31. Juli 2022, Kuratorin: Rita Kersting
- 2022: im Fotoraum: Raghubir Singh. Kolkata, 9. Juli – 6. November 2022, Kuratorin: Barbara Engelbach
- 2022/23: Grüne Moderne. Die neue Sicht auf Pflanzen. 17. September 2022 – 22. Januar 2023, Kuratorin: Miriam Szwast, beraten von Suzanne Pierre,[18] Katalog: gruene-moderne.de
- 2022/23: Hier und jetzt im Museum Ludwig: Antikoloniale Eingriffe. 8. Oktober 2022 – 5. Februar 2023, Kuratorin: Joanne Rodriguez
- 2022/23: Kiss, kiss. In memoriam Lady Renate Gruber. 3. Dezember 2022 – 12. März 2023.
- Ursula. Das bin ich. Na und? 18. März – 23. Juli 2023, Kurator: Stephan Diederich.
- im Fotoraum: Bild/Gegenbild: Tarrah Krajnak, VALIE EXPORT, Sanja Iveković, Ana Mendieta, Carrie Mae Weems, 22. April – 27. August 2023, Kuratorin: Barbara Engelbach.
- 2023: Hier und Jetzt im Museum Ludwig: Ukrainische Moderne 1900–1930 & Daria Koltsova, 3. Juni – 24. September 2023, Kuratoren: Konstantin Akinsha, Katia Denysova, Olena Kashuba-Volvach und Yuliia Berdiiarova
- 2023/24: Füsun Onur. Retrospektive, 16. September 2023 – 28. Januar 2024, Kuratoren: Barbara Engelbach und Emre Baykal
- 2023/24: Walde Huth. Material und Mode, , 23. September 2023 – 3. März 2024, Kuratorin: Miriam Szwast
- 2023/24: Sammlungspräsentation: Pablo Picasso Suite 156 mit Kubra Khademi, 28. Oktober 2023 – 4. Februar 2024, Kuratorin: Eboa Itondo
- 2023/24: 1000 … miles to the edge – Schenkung Kasper König, 11. November 2023 – 17. März 2024, Kurator: Stephan Diederich
- 2024: HIER UND JETZT im Museum Ludwig. Und gestern und morgen, 9. März – 13. Oktober 2024, Kuratorin: Miriam Szwast
- 2024: Roni Horn: Give Me Paradox or Give Me Death, 23. März – 11. August 2024, Kurator: Yilmaz Dziewior
- 2024: im Fotoraum: Chargesheimer
- 2024/25: Fluxus und darüber hinaus: Ursula Burghardt, Benjamin Patterson, 12. Oktober 2024 – 9. Februar 2025, Kuratorin: Barbara Engelbach
- 2024/26: Schultze Projects #4 Kresiah Mukwazhi, 20. September 2024 – 14. Juni 2026
- 2024/25: im Fotoraum:  Sehstücke. Alfred Ehrhardt & Elfriede Stegemeyer, 30. November 2024 – 21. April 2025
- 2025: Francis Alÿs. Kids Take Over, 12. April – 3. August 2025, Kuratoren: Rita Kersting und Santi Grunewald
- 2025: in den Fotoräumen: Street Photography. Lee Friedlander, Joseph Rodríguez, Garry Winogrand, 3. Mai – 12. Oktober 2025, Kuratorin: Barbara Engelbach

## Fördervereine
Das renommierte Kunstmuseum wird von zwei Fördervereinen unterstützt: dem Gesellschaft für Moderne Kunst am Museum Ludwig Köln e. V. und dem Freunde des Wallraf-Richartz-Museum und Museum Ludwig e. V.
Die Vereine unterstützen das Museum auf vielfältige Weise: bei der Realisation und Ausgestaltung von Ausstellungen und deren Rahmenprogramm, bei der Förderungen von Publikationen, bei Ankäufen neuer Kunstwerke für das Museum Ludwig und bei der Vereinigung von Kunstinteressierten und Museum. Im Jahr 2013 fusionierte das Kuratorium des Wallraf-Richartz-Museum und des Museum Ludwig mit den Freunde des Wallraf-Richartz-Museum und Museum Ludwig e. V. Seither sind auch Projekte wie Ankäufe und Ausstellungsfinanzierungen Teil des Programms.

## Preise

### Wolfgang-Hahn-Preis
Die Gesellschaft für Moderne Kunst am Museum Ludwig verleiht seit 1994 jährlich den Wolfgang-Hahn-Preis an außergewöhnliche zeitgenössische KünstlerInnen. Der mit bis zu 100.000 € dotierte Preis zählt zu den wichtigsten Ankaufspreisen in Europa. Das Preisgeld fließt in den Erwerb eines Werks oder einer Werkgruppe des ausgezeichneten Künstlers bzw. der Künstlerin zugunsten der Sammlung des Museum Ludwig. Die PreisträgerInnen werden außerdem mit einer Ausstellung im Museum sowie der Herausgabe einer begleitenden Publikation gewürdigt. Bisherige PreisträgerInnen waren u. a. Trisha Donnelly (2017), Michael Krebber und R. H. Quaytman (2015), Andrea Fraser (2013), Mike Kelley (2006), Cindy Sherman (1997) und James Lee Byars (1994). 
Die Jury des Wolfgang-Hahn-Preises wird gebildet aus Yilmaz Dziewior, dem Vorstand der Gesellschaft (Mayen Beckmann, Gabriele Bierbaum, Jörg Engels, Robert Müller-Grünow, Sabine DuMont Schütte) sowie einer Gastjurorin bzw. einem Gastjuror.

### Schultze Projects
Das Museum Ludwig beherbergt einen Großteil des künstlerischen Nachlasses von Ursula und Bernard Schultze. Im September 2017 ruft das Museum Ludwig die Projektreihe Schultze Projects ins Leben. In Gedenken an das Künstlerehepaar, das seit 1968 in Köln gelebt und gearbeitet hat, soll im Zweijahresrhythmus eine Künstlerin oder ein Künstler eingeladen werden, ein Werk für die markante Stirnwand im Treppenhaus des Museums anzufertigen. Das groß angelegte Werkformat als ein zentraler Aspekt im reifen Schaffen von Bernard Schultze stellt einen substanziellen Bezugspunkt zu den geplanten künstlerischen Positionen der Schultze Projects dar. Der erste Künstler der Projektreihe war Wade Guyton, es folgten Avery Singer und Minerva Cuevas.

## Auszeichnungen
- 2009: Hörspielpreis der Kriegsblinden/Preis für Radiokunst des Bundes der Kriegsblinden Deutschlands e. V. und der Filmstiftung Nordrhein-Westfalen für das Hörspiel Ruhe 1 des Berliner Autors und Regisseurs Paul Plamper (Koproduktion des Westdeutschen Rundfunks Köln (WDR) und des Museums Ludwig)
- 2014: Die deutsche Sektion des Internationalen Kunstkritiker-Verbands Association Internationale des Critiques d’Art (AICA) hat im Dezember 2014 die Werkausstellung Pierre Huyghe (11. April bis 13. Juli 2014) zur Ausstellung des Jahres 2014 gewählt.[21]
- 2017: Besondere Ausstellung 2017, verliehen von der deutschen Sektion des Internationalen Kunstkritikerverbandes (AICA) für die Sonderausstellung Otto Freundlich – Kosmischer Kommunismus (18. Februar bis 14. Mai 2017)
- 2018: Kritikerumfrage NRW der Welt am Sonntag: Bestes Ausstellungsprogramm.[22]
- 2024: Richard Hamilton Acquisition Prize der International Fine Print Dealers Association, als erstes deutsches Museum[23]

## Filme
- Museum Ludwig Köln (= Museums-Check. Folge 31). Reportage, 30 Min., Moderation: Markus Brock, Produktion: 3sat. Erstausstrahlung: 3. Mai 2015.[24]